# Donatori di Sangue della Croce Rossa Italiana
I Donatori di Sangue erano una delle componenti della Croce Rossa Italiana (dal 2013 non più distinta in componenti civili).

## La storia
La componente è nata subito dopo la Seconda guerra mondiale per affrontare il problema della carenza di sangue. Dal 1971 i Donatori di Sangue hanno cominciato a sensibilizzare la donazione del sangue periodica, sensibilizzando anche nelle aziende e nei posti di lavoro.

## Le attività
Le attività della componente vanno dalla formazione di una cultura trasfusionale, alla donazione periodica di sangue.
Possono farne parte tutti coloro tra i 18 e i 65 anni, in possesso di buona salute e che vogliano donare sangue in maniera anonima e gratuita.

## Modifica delle componenti
Attualmente i volontari della Croce Rossa Italiana sono organizzati in una componente civile e due ausiliarie delle forze armate. Ai sensi dell'ordinanza del commissario straordinario n. 0567-12 del 3 dicembre 2012, con cui è stato approvato il regolamento dei volontari, è stata sancita la scomparsa definitiva delle diverse classificazioni delle componenti civili della Croce Rossa Italiana. Non esistono più le precedenti categorizzazioni della componente civile (volontari del soccorso, Volontarie del Comitato nazionale femminile, Pionieri, Donatori di sangue): tali ex componenti vengono raggruppate nella categoria più generica dei "volontari CRI". Inoltre, il d.lgs. 178/2012 ha statuito altresì che i membri dei Corpi militari della Croce Rossa Italiana sono soci di diritto della nuova associazione, concorrendo a svolgere le sue stesse attività.